# Любомирский, Ян Тадеуш
Ян Тадеуш Любомирский (24 сентября 1826, Станиславово — 17 апреля 1908 Варшава) — польский общественный деятель и историк, князь.

## Биография
Представитель польского княжеского рода Любомирских герба «Дружина (Шренява)». Младший (третий) сын князя Евгения Любомирского (1789—1834) и Марии Чацкой (1796—1826), дочери Тадеуша Чацкого. Старшие братья — Владислав Ян Эммануил (1824—1882) и Евгений Адольф (1825—1911). Внук генерала российской армии, князя Францишека Ксаверия Любомирского.
Оставшись без родителей, Ян Тадеуш по распоряжению царя Николая I Павловича был зачислен в пажеский корпус, затем учился в Царскосельском лицее в Санкт-Петербурге. После прохождения воинской службы в конной гвардии Ян Тадеуш Любомирский уехал во Францию и Англию для дальнейшего обучения. После возвращения в Россию постоянно проживал в Варшаве, посвятив себя благотворительности.
В 1856 году Ян Тадеуш Любомирский стал начальником секции защиты Общества Благотоворительности, также стоял во главе Городского Кредитного Общества. В 1862 году был назначен членом Совета по Образованию.
В 1863 году во время Январского восстания в Царстве Польском он работал в отделе иностранных дел Национального Правительства. В 1865 году был избран председателем Варшавского Общества Благотворительности. Был издателем Энциклопедии по Воспитанию и Энциклопедии Сельского Хозяйства.
Он также исследовал социально-экономическую историю Польши. Написал: «Сельское население в Польше с XVI до XVIII в.» (1857—1858), «Три главы из истории казны 1507—1532» (1868), издал «Дипломатический кодекс Мазовецкого воеводства» (1863), «Книга Земли Черской» (1879).

## Семья и дети
24 июня 1863 года в Варшаве женился на графине Марии Замойской (25 апреля 1841 — декабрь 1922), дочери Здислава Замойского (1810—1855) и Жозефины Валицкой (1808—1880). Их дети:
- Здислав (4 апреля 1865 — 31 июля 1943), мэр Варшавы, женат с 1893 года на графине Марии Браницкой (1873—1834)
- Ежи (30 июня 1866 — 17 декабря 1894)
- София Клементина (9 ноября 1867 — 10 марта 1950), замужем с 1896 года за князем Зигмундом Константом Ксаверием Чарторыйским (1853—1921)
- Елена (16 июня 1870 — 1 марта 1950), замужем с 1891 года за Станиславом Гавронским (1860—1942)
- Ядвига (24 июня 1876 — 11 января 1930), муж с 1901 года граф Франтишек Квилецкий (1875—1937)
- Мария (1 января 1878 — 23 апреля 1923)

## Избранные произведения
- Jurysdykacja patrymonialna w Polsce, 1861;
- Rolnicza ludność w Polsce od XVI do XVIII wieku, 1862.